# Lutas nos Jogos Olímpicos de Verão da Juventude de 2010 - Livre até 52 kg feminino
A competição da categoria até 52 kg feminino da luta livre nos Jogos Olímpicos de Verão da Juventude de 2010 foi disputada no dia 16 de agosto no Centro Internacional de Convenções, em Cingapura. Um total de oito lutadoras participou deste evento, limitado a atletas com peso corporal inferior a 69 quilogramas. Ao contrário dos Jogos Olímpicos de Verão, nos Jogos da Juventude foi distribuída apenas uma medalha de bronze por categoria.

## Medalhistas
| Ouro   | AZE Patimat Bagomedova |
| Prata  | CHN Yuan Yuan          |
| Bronze | UZB Nilufar Gadaeva    |

## Resultados
As lutadoras competiram entre si dentro das duas chaves. As primeiras colocadas de cada chave disputaram o ouro e as segundas colocadas o bronze.

### Preliminares

#### Grupo A
| Pos | Atleta                    | PC | PT | L | V | D |
| --- | ------------------------- | -- | -- | - | - | - |
| 1   | CHN Yuan Yuan             | 9  | 23 | 3 | 3 | 0 |
| 2   | VIE Thị Diễm Quỳnh Nguyễn | 7  | 4  | 3 | 2 | 1 |
| 3   | COL Sayury Canon          | 3  | 6  | 3 | 1 | 2 |
| 4   | NOR Karoline Løvik        | 1  | 6  | 3 | 0 | 3 |

| CHN Yuan Yuan             | 3-0 | COL Sayury Canon          | (PT: 9-0) |
| VIE Thị Diễm Quỳnh Nguyễn | 4-0 | NOR Karoline Løvik        | (PT: 2-3) |
| CHN Yuan Yuan             | 3-0 | VIE Thị Diễm Quỳnh Nguyễn | (PT: 6-0) |
| COL Sayury Canon          | 3-1 | NOR Karoline Løvik        | (PT: 6-3) |
| CHN Yuan Yuan             | 3-0 | NOR Karoline Løvik        | (PT: 8-0) |
| COL Sayury Canon          | 0-3 | VIE Thị Diễm Quỳnh Nguyễn | (PT: 0-2) |

#### Grupo B
| Pos | Atleta                 | PC | PT | L | V | D |
| --- | ---------------------- | -- | -- | - | - | - |
| 1   | AZE Patimat Bagomedova | 12 | 29 | 3 | 3 | 0 |
| 2   | UZB Nilufar Gadaeva    | 8  | 14 | 3 | 2 | 1 |
| 3   | ALG Sabrina Azzouz     | 3  | 8  | 3 | 1 | 2 |
| 4   | GUM Arianna Eustaquio  | 0  | 0  | 3 | 0 | 3 |

| ALG Sabrina Azzouz     | 0-4 | AZE Patimat Bagomedova | (PT: 0-13) |
| GUM Arianna Eustaquio  | 0-4 | UZB Nilufar Gadaeva    | (PT: 0-4)  |
| ALG Sabrina Azzouz     | 3-0 | GUM Arianna Eustaquio  | (PT: 8-0)  |
| AZE Patimat Bagomedova | 4-0 | UZB Nilufar Gadaeva    | (PT: 3-0)  |
| ALG Sabrina Azzouz     | 0-4 | UZB Nilufar Gadaeva    | (PT: 0-10) |
| AZE Patimat Bagomedova | 4-0 | GUM Arianna Eustaquio  | (PT: 13-0) |

### Fase final

#### Disputa pelo 7º lugar
| NOR Karoline Løvik | 4-0 | GUM Arianna Eustaquio | (PT: 13-0) |

#### Disputa pelo 5º lugar
| COL Sayury Canon | 4-0 | ALG Sabrina Azzouz | (PT: 4-0) |

#### Disputa pelo bronze
| VIE Thị Diễm Quỳnh Nguyễn | 0-4 | UZB Nilufar Gadaeva | (PT: 1-7) |

#### Final
| CHN Yuan Yuan | 1-3 | AZE Patimat Bagomedova | (PT: 3-5) |

## Classificação final
| Pos.              | Atleta                    |
| ----------------- | ------------------------- |
| Medalha de ouro   | AZE Patimat Bagomedova    |
| Medalha de prata  | CHN Yuan Yuan             |
| Medalha de bronze | UZB Nilufar Gadaeva       |
| 4                 | VIE Thị Diễm Quỳnh Nguyễn |
| 5                 | COL Sayury Canon          |
| 6                 | ALG Sabrina Azzouz        |
| 7                 | NOR Karoline Løvik        |
| 8                 | GUM Arianna Eustaquio     |